# Silent Alarm
Silent Alarm — дебютный студийный альбом британской рок-группы Bloc Party, вышел 14 февраля 2005 года в Великобритании и 22 марта 2005 года в США, в британском хит-параде синглов добрался до 3 строчки. Журнал NME присудил альбому звание лучшего альбома 2005 года.
Позже альбом был ремиксован и получил название Silent Alarm Remixed

## Список композиций
1. Like Eating Glass — 4:20
2. Helicopter — 3:40
3. Positive Tension — 3:54
4. Banquet — 3:22
5. Blue Light — 2:47
6. She's Hearing Voices — 3:29
7. This Modern Love — 4:25
8. The Pioneers — 3:35
9. Price of Gas — 4:19
10. So Here We Are — 3:53
11. Luno — 3:57
12. Plans — 4:10
13. Compliments — 4:43